# Apple (przedsiębiorstwo)
Apple Inc. (dawniej Apple Computer Inc.) – amerykańskie przedsiębiorstwo informatyczne z siedzibą w Cupertino w Kalifornii.
Zajmuje się projektowaniem i produkcją komputerów osobistych i mobilnych oraz oprogramowania i serwisów internetowych. Założona 1 kwietnia 1976 przez Steve’a Wozniaka – projektanta, Steve’a Jobsa i przedsiębiorcę Ronalda Wayne’a, aby projektować i sprzedawać kompletne, zmontowane zestawy komputerów osobistych. Od stycznia 1977 działała formalnie jako spółka Apple Computer Inc., a od stycznia 2007 nazwę zmieniono na Apple Inc. 
Spółka publiczna notowana od 1980 roku na Nowojorskiej Giełdzie Technologicznej (NASDAQ).
Od stycznia 2010 przedsiębiorstwo działa poprzez 284 własnych sklepów detalicznych w dziesięciu krajach oraz za pośrednictwem sklepu internetowego sprzedającego sprzęt i oprogramowanie.
Ze względu na design i specyficzne kampanie reklamowe, marka Apple Inc. wyróżnia się w segmencie rynku, w którym działa. Według badań magazynu Forbes Apple była najsilniejszą marką na świecie w 2012 roku.
Apple, będąc renomowanym znakiem towarowym, korzysta z podwyższonej ochrony prawnej. Firma ta jest znana z aktywnego dochodzenia swoich praw, często wnosząc sprawy sądowe przeciwko podmiotom posługującym się oznaczeniami zbliżonymi do swojej marki. Taka podwyższona ochrona prawna pozwala Apple na dochodzenie roszczeń nie tylko w obrębie swojej branży, ale również w stosunku do firm działających w innych sektorach.

## Historia

### 1976–1984: Początki

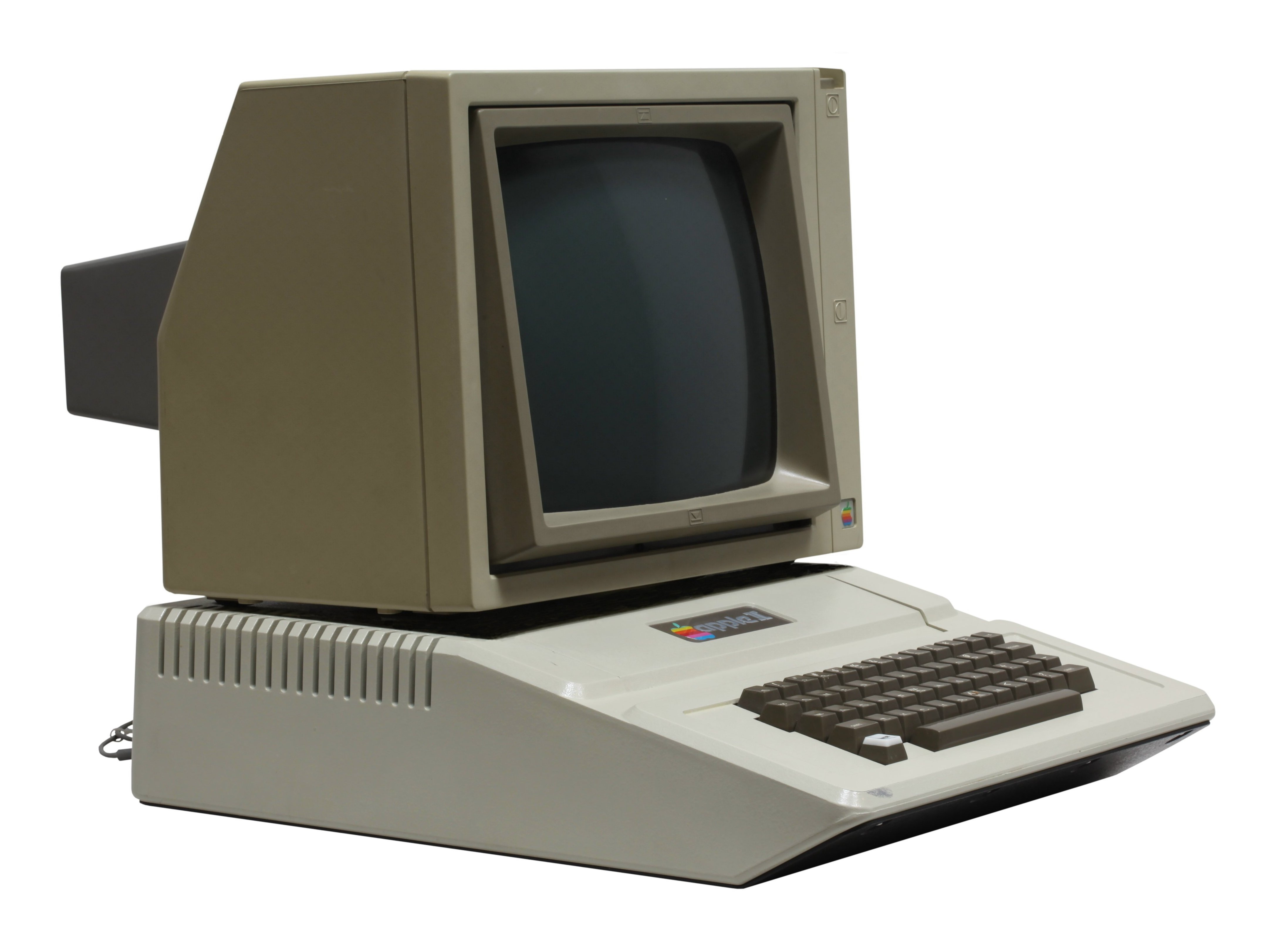
Apple II

Pierwszym produktem firmy był zaprojektowany przez Steve’a Wozniaka w 1976 Apple I. Był to drugi komputer na rynku sprzedawany jako złożony (pierwszym był Altair 8800 z 1975).
Sukcesem okazał się opracowany rok później Apple II. Podobnego sukcesu nie odniosły ani dalsze odsłony, ani debiutująca w styczniu 1983 Lisa – jeden z pierwszych na świecie komputerów osobistych z GUI oraz myszą, który trafił na rynek. Z powodu zastosowań, jak na tamte czasy, nowatorskich technologii, doprowadziło to do przedłużania się prac nad przygotowaniem komputera do sprzedaży, co trwało 5 lat. Cena urządzenia została ustalona na 9995 dolarów, co zostało poddane licznej krytyce. Według ówczesnego dyrektora generalnego Apple Johna Sculleya ustalona kwota pozwalała na zwrot kosztów poniesionych w wyniku prac nad urządzeniem. Plan sprzedażowy założony przez Apple został zrealizowany dopiero w drugiej połowie 1983. Do 1984 Apple sprzedało 40 tysięcy sztuk urządzeń Lisa, wynik był o połowę gorszy od zakładanego. Ostatecznie projekt Lisy przyniósł firmie straty pomimo sprzedaży 100 tysięcy urządzeń.

### 1984–1991: Sukces Macintosha

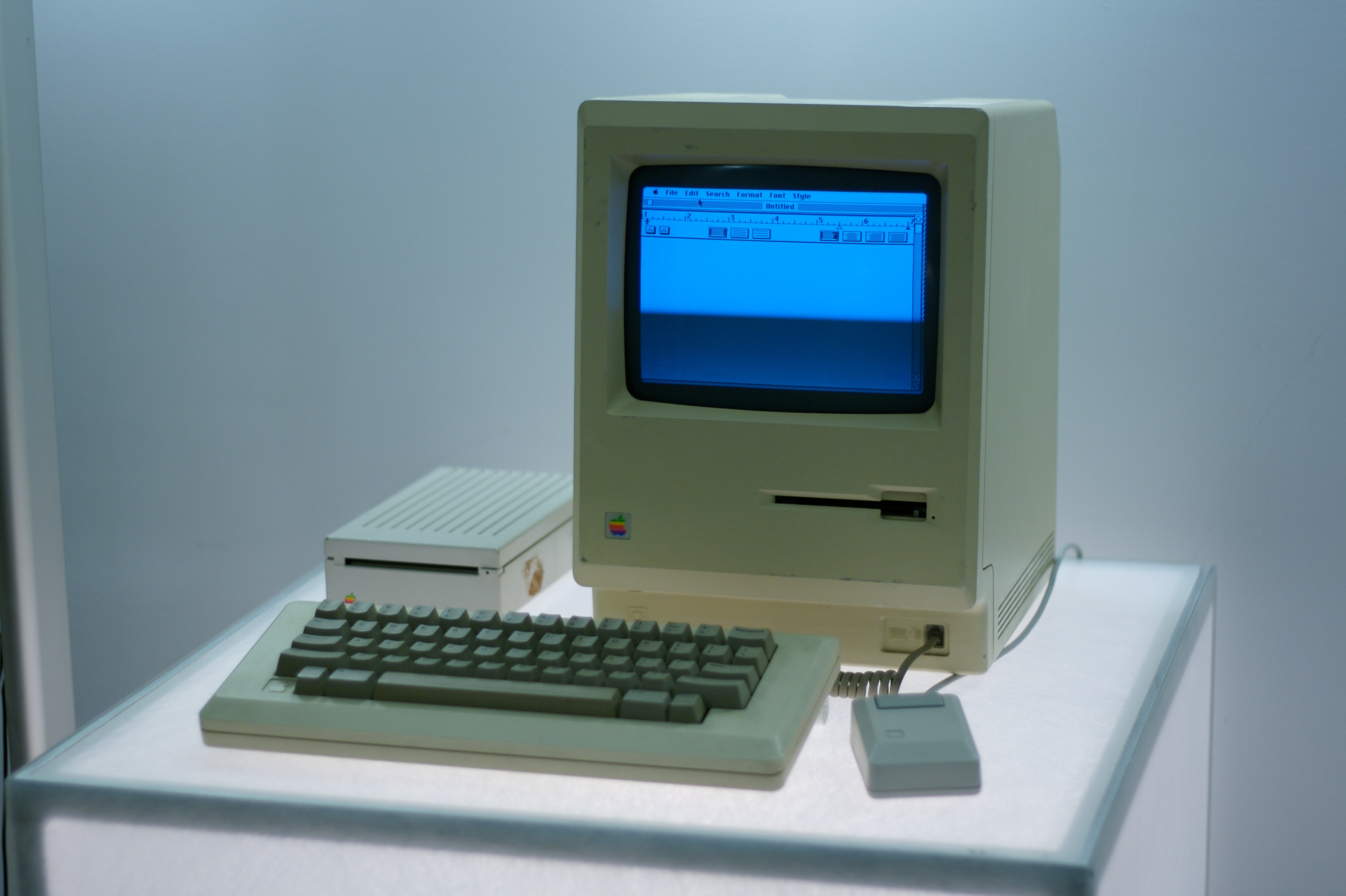
Macintosh 128K

W 1984 Apple zaprezentowało komputer Macintosh 128K, który był projektem tworzonym pod nadzorem Steve’a Jobsa. Komputer został przedstawiony w kampanii reklamowej nawiązującej do książki George’a Orwella pt. „Rok 1984”. Kampania reklamowa została stworzona i wyreżyserowana przez Ridleya Scotta, a koszt reklamy wyniósł ostatecznie 750 tysięcy dolarów. Macintosh stał się pierwszym masowo sprzedawanym komputerem z interfejsem graficznym. Pomimo niedociągnięć technicznych odniósł komercyjny sukces.
W październiku 1990 roku Apple wydało Macintosh LC i rozpoczęło promocję tego komputera, doradzając programistom, aby tworzyli aplikacje dla komputerów Macintosh, a nie Apple II. Produkcję Apple IIe, ostatniego modelu z serii Apple II, zakończono w 1993 roku.

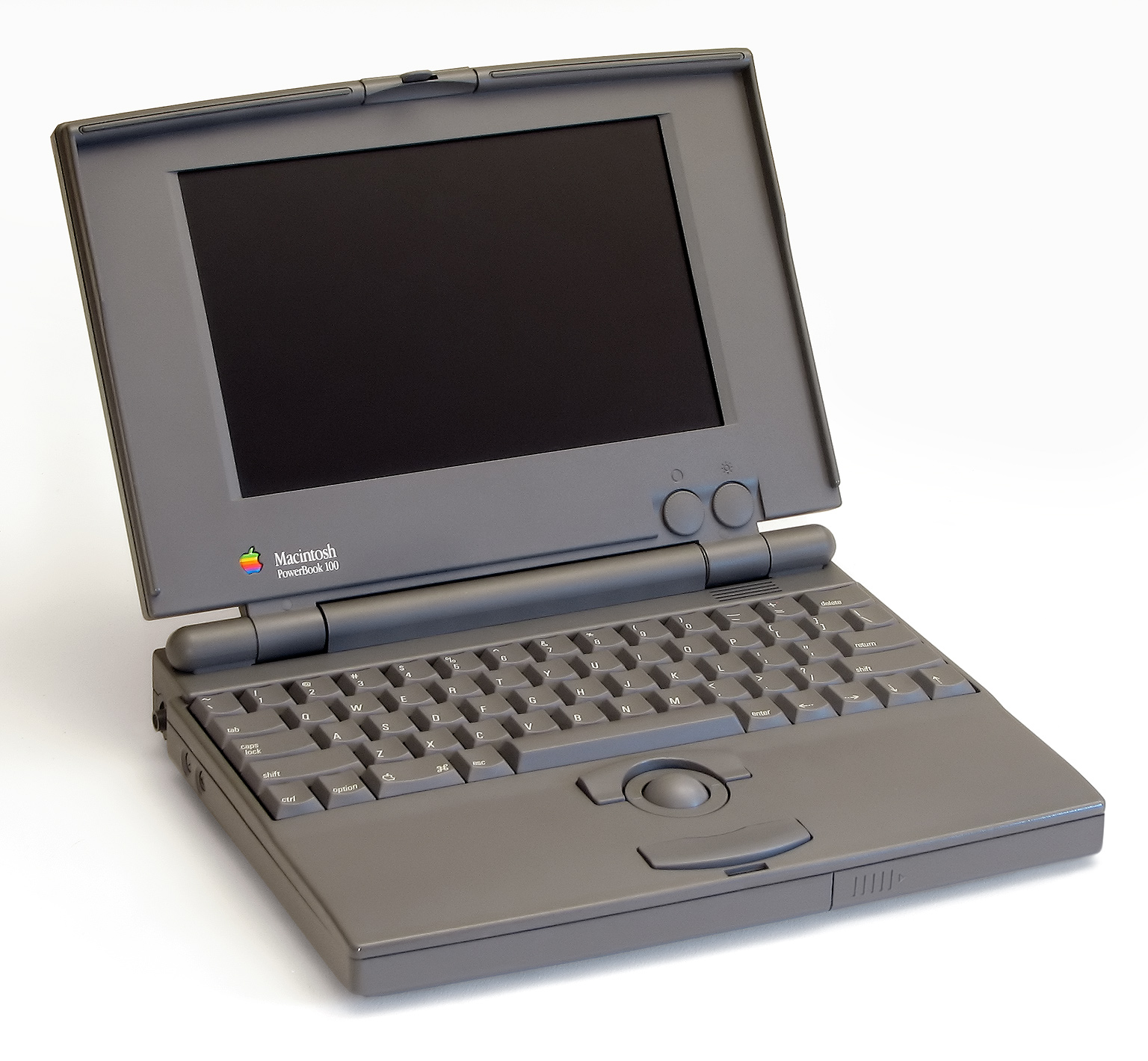
PowerBook 100

W 1991 Apple wypuścił pierwszą generację PowerBooków, które zastąpiły model Macintosh Portable. Sukces PowerBooka i innych produktów przyniósł wzrost przychodów. W tym samym roku swoją premierę miał miejsce system operacyjny System Software 7 dla komputerów Macintosh. Apple radziło sobie dobrze, wprowadzając nowe produkty i generując w tym procesie rosnące zyski. Magazyn MacAddict nazwał okres między 1989 a 1991 „pierwszym złotym wiekiem”.
Sukces tańszych modeli konsumenckich Apple, zwłaszcza linii Macintosh LC, doprowadziło do kanibalizacji ich droższych modeli. Jednak aby temu zaradzić, wprowadzono kilka nowych marek, sprzedając w dużej mierze identyczne maszyny w różnych cenach, skierowane na różne rynki. Były to linia premium Quadra, średniej klasy linia Centris i konsumencka linia Performa. Doprowadziło to do znacznego zamieszania na rynku, ponieważ klienci nie rozumieli różnicy między modelami.

### 1991–1997: Upadek i restrukturyzacja

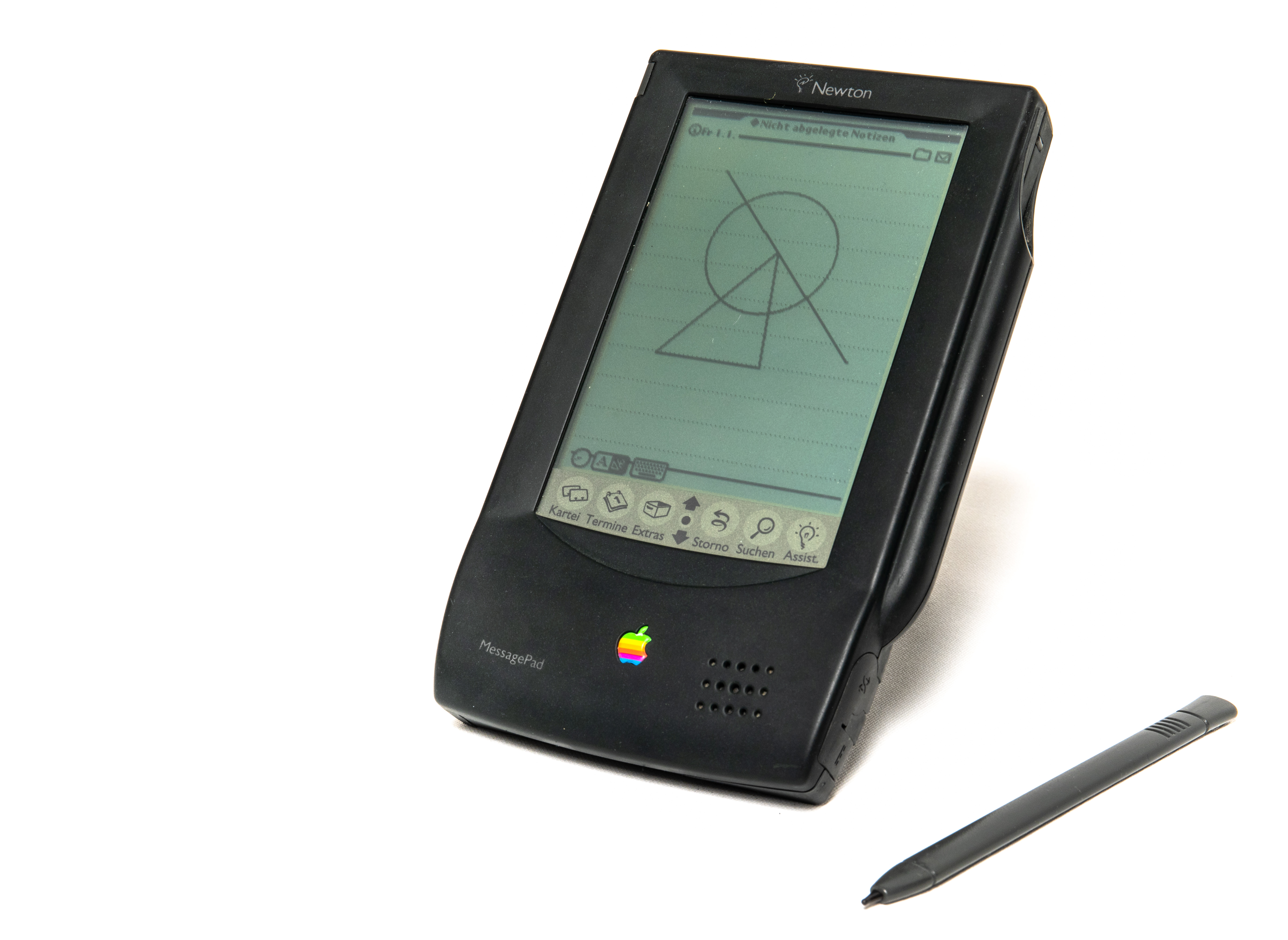
Apple Newton MessagePad

W 1991 roku przedsiębiorstwo Apple rozpoczęło oficjalną dystrybucję produktów w Polsce. Rozprowadzaniem towarów zajmowała się spółka Poland Sad Ltd., znane także jako Apple IMC - Independent Marketing Company. 30 stycznia 1992 roku odbyła się konferencja oraz prezentacja produktów w warszawskim hotelu Marriot. Reprezentant Apple tłumaczył, że przedsiębiorstwo chciało już od dłuższego czasu wejść na polski rynek, jednak uniemożliwiało to amerykańskie prawo chroniące zaawansowane technologie przed eksportem. Pomimo bardzo wysokiej ceny, produkty wyróżniały się od konkurencji spolszczeniem systemu operacyjnego i programów.
W latach 90. Apple bez powodzenia eksperymentowało wypuszczając takie produkty jak aparat fotograficzny Apple QuickTake, odtwarzacz PowerCD, głośniki AppleDesign Powered Speakers, konsolę Apple Bandai Pippin, usługę eWorld, urządzenie telewizyjne Apple Interactive Television Box i urządzenie PDA Newton.
W 1994 roku Apple wraz z IBM i Motorolą utworzyli sojusz AIM w celu stworzenia nowej platformy obliczeniowej PowerPC Reference Platform, którego wydajność wraz z oprogramowaniem Apple przeciwstawią się monopolowi Microsoftu. W tym samym roku Apple wprowadziło linię Power Macintosh, które używają procesora PowerPC firmy Motorola.
W 1996 roku stanowisko dyrektora generalnego objął Gil Amelio. Dokonał on w firmie głębokich zmian, w tym rozległych zwolnień i cięcia kosztów. Po wielu nieudanych próbach modernizacji Mac OS, najpierw w projekcie Pink z 1988 roku, a później Coplandem, w 1997 roku Apple kupiło NeXT, przejmując system operacyjny NeXTSTEP. Podczas powrotu Steve'a Jobsa do Apple firmę dzieliły tygodnie od bankructwa.

### 1997–2007: Powrót do rentowności

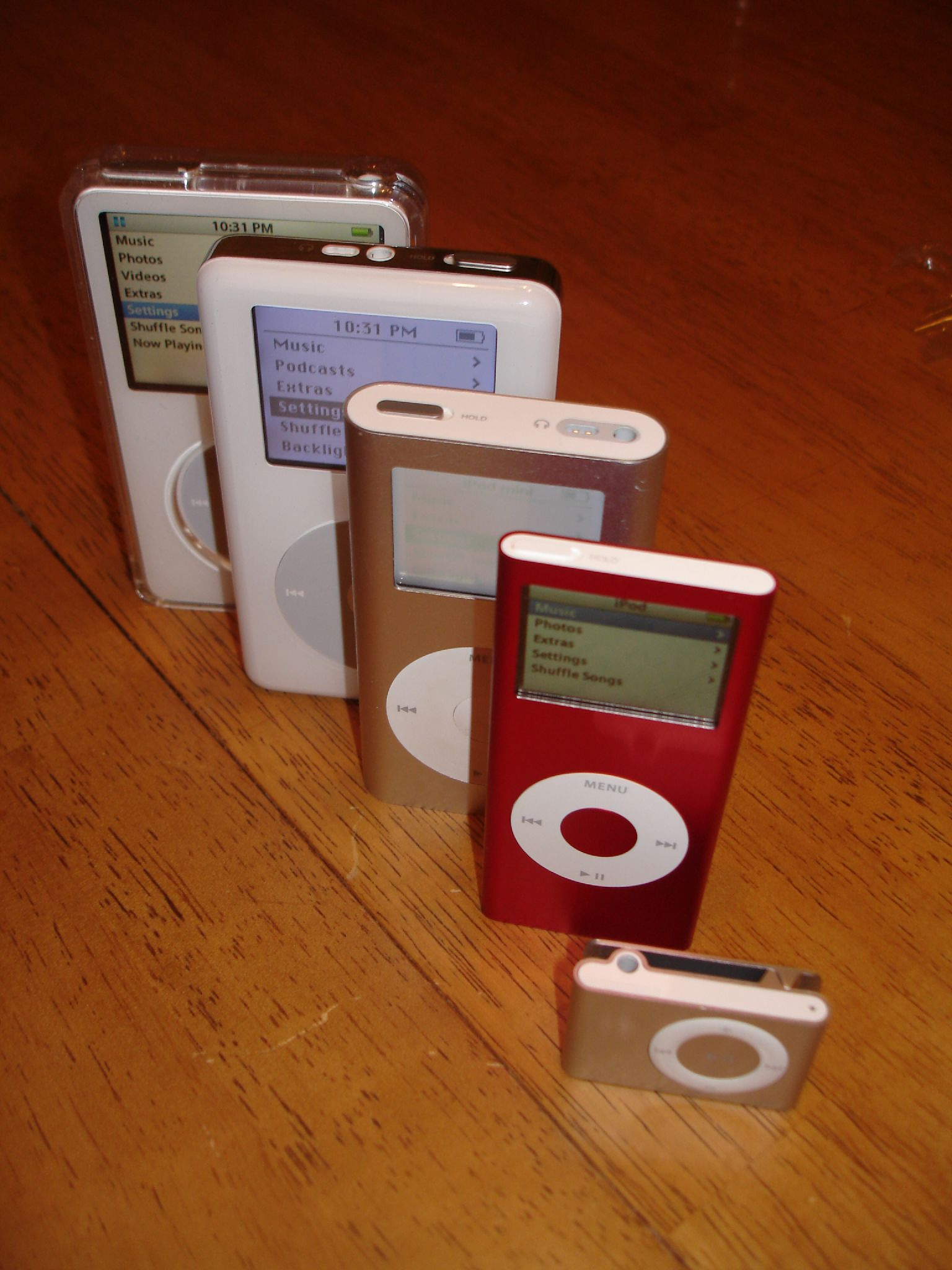
iPod

9 lipca 1997 Amelio został usunięty ze stanowiska dyrektora generalnego, Steve Jobs został tymczasowo pełniącym tę funkcję. W tym okresie razem z Jonathanem Ive'em współpracowali nad odbudową statusu firmy.
Na targach Macworld Expo w Bostonie w sierpniu 1997 roku Jobs ogłosił, że Apple podpisało umowę z Microsoftem dotyczącą wydania pakietu biurowego Microsoft Office na komputery Macintosh, przeglądarki internetowej Internet Explorer oraz zainwestowania 150 milionów dolarów w akcje Apple. 10 listopada 1997 uruchomiono stronę internetową Apple Store, która była powiązana z nową strategią produkcji na zamówienie.
15 sierpnia 1998 został zaprezentowany iMac, komputer all-in-one przypominający Macintosha 128K. iMac prezentował nowoczesną technologię i unikalny design, a w ciągu pierwszych pięciu miesięcy sprzedał się w prawie 800 tys. egzemplarzy
Od 2001 komputery Apple sprzedawane są z systemem operacyjnym Mac OS X, opartym na obiektowo zorientowanym systemie operacyjnym NeXTStep, bazującym na mikrojądrze Mach i BSD. Również w 2001 wypuszczono do sprzedaży odtwarzacz iPod.
W 2006 Apple zrezygnował ze stosowania w swoich produktach procesorów firmy IBM. Nowym dostawcą tych elementów był Intel. W tym samym roku przedstawiono m.in. przygotowany wcześniej system operacyjny OS X przeznaczony dla architektury x86.

### 2007–2011: Sukces urządzeń mobilnych

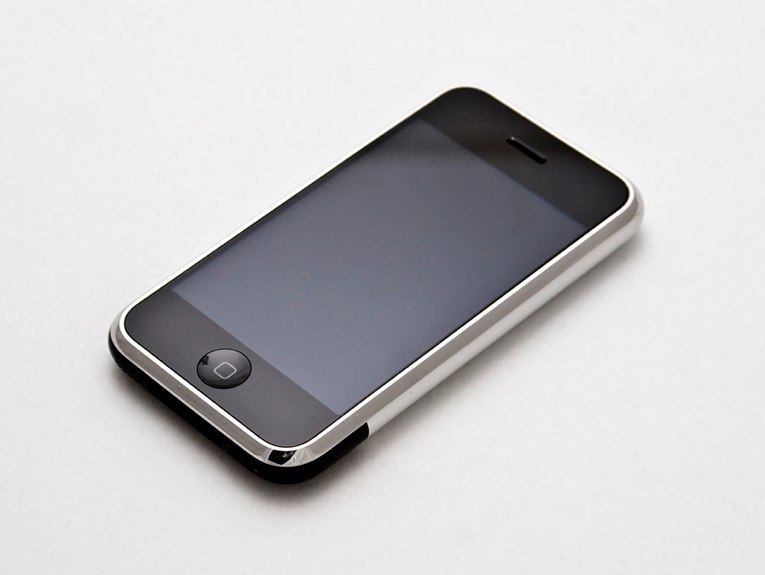
iPhone

Na początku 2007 Apple zaprezentowało telefon komórkowy iPhone oraz wprowadziło do sprzedaży pokazany w 2006 Apple TV (wcześniej znany jako iTV) – przystawkę do telewizora umożliwiającą transmitowanie prosto do niego multimediów z iTunes, z dowolnego komputera użytkownika.
Aby wyróżnić zmianę strategii przedsiębiorstwa, które weszło na rynek muzyczny i rynek telefonii komórkowej, podczas konferencji Macworld 2007 Steve Jobs ogłosił zmianę nazwy z Apple Computer Inc. na Apple Inc.

### od 2011: Przywództwo Tima Cooka

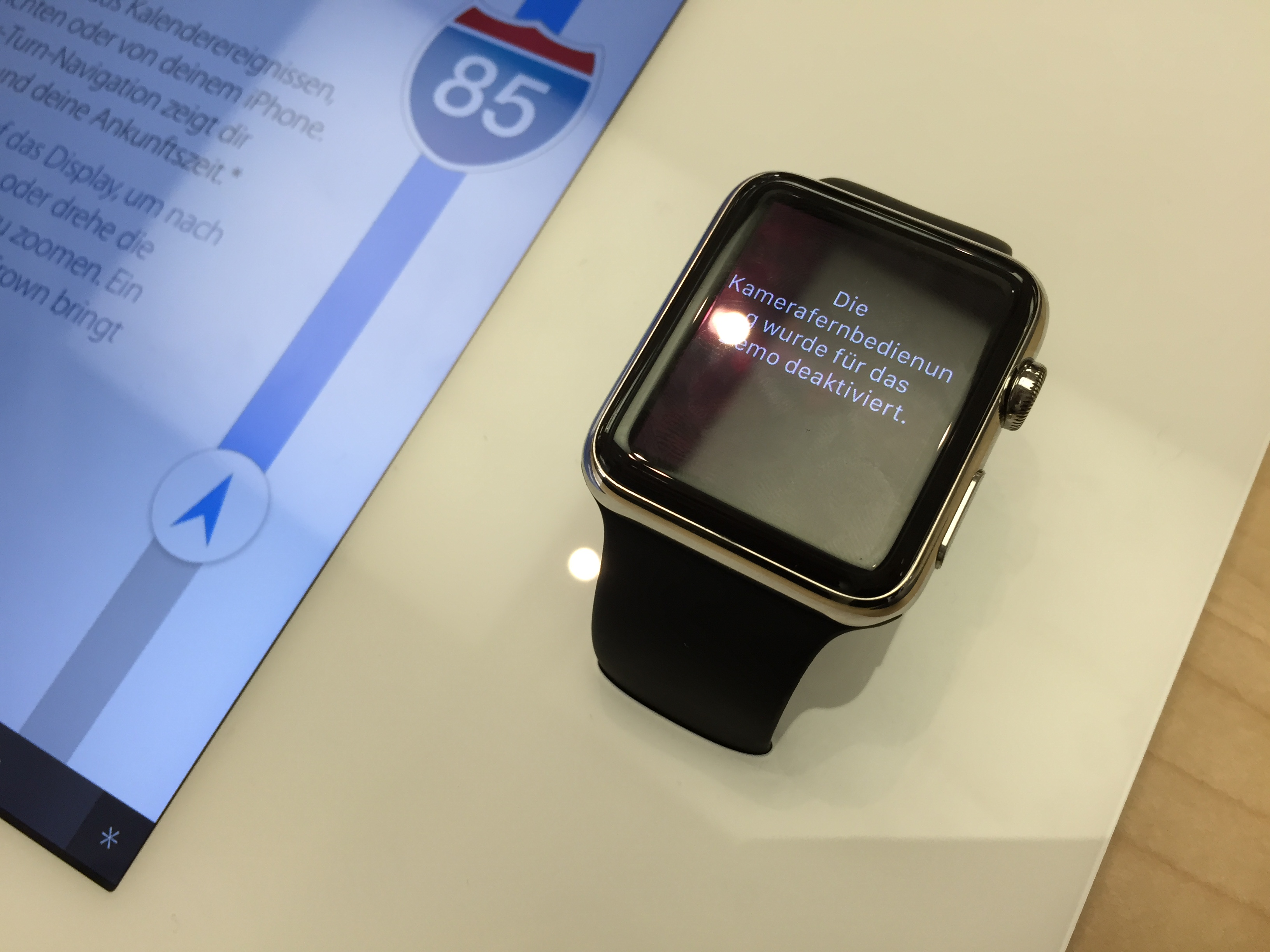
Apple Watch

W dniu 24 sierpnia 2011 Jobs zrzekł się funkcji dyrektora wykonawczego Apple i został jednocześnie wybrany na przewodniczącego zarządu spółki. Zgodnie z jego wyborem nowym dyrektorem został Tim Cook. Steve Jobs w ostatnich latach pełnienia funkcji dyrektora wykonawczego Apple walczył między innymi z rakiem trzustki, przeszedł przeszczep wątroby. Po śmierci Jobsa w 2011 przewodniczącym zarządu został Arthur Levinson.
W 2014 przedsiębiorstwo zatrudniało ok. 98 000 pracowników na całym świecie, a w 2015 ok. 115 000 pracowników. W 2014 sprzedaż wyniosła 182,795 mld USD. W tym samym roku przedsiębiorstwo sprzedało ponad 169 mln urządzeń iPhone, co stanowiło 13% wzrost w porównaniu do prawie 150,3 mln urządzeń sprzedanych w 2013, a także prawie 68 mln tabletów iPad, 18,9 mln komputerów Mac oraz niemal 14,4 mln odtwarzaczy iPod, co stanowi 45% spadek w porównaniu z 26,4 mln iPodów sprzedanych w 2013. Największą część przychodów firmy za 2014 stanowiły przychody za sprzedaż urządzeń iPhone, które wyniosły prawie 102 mld USD.
W 2024 roku Unia Europejska nałożyła na Apple karę w wysokości 1,84 miliarda euro. To konsekwencja naruszenia przez przedsiębiorstwo przepisów antymonopolowych na rynku streamingu muzycznego.

## Produkty

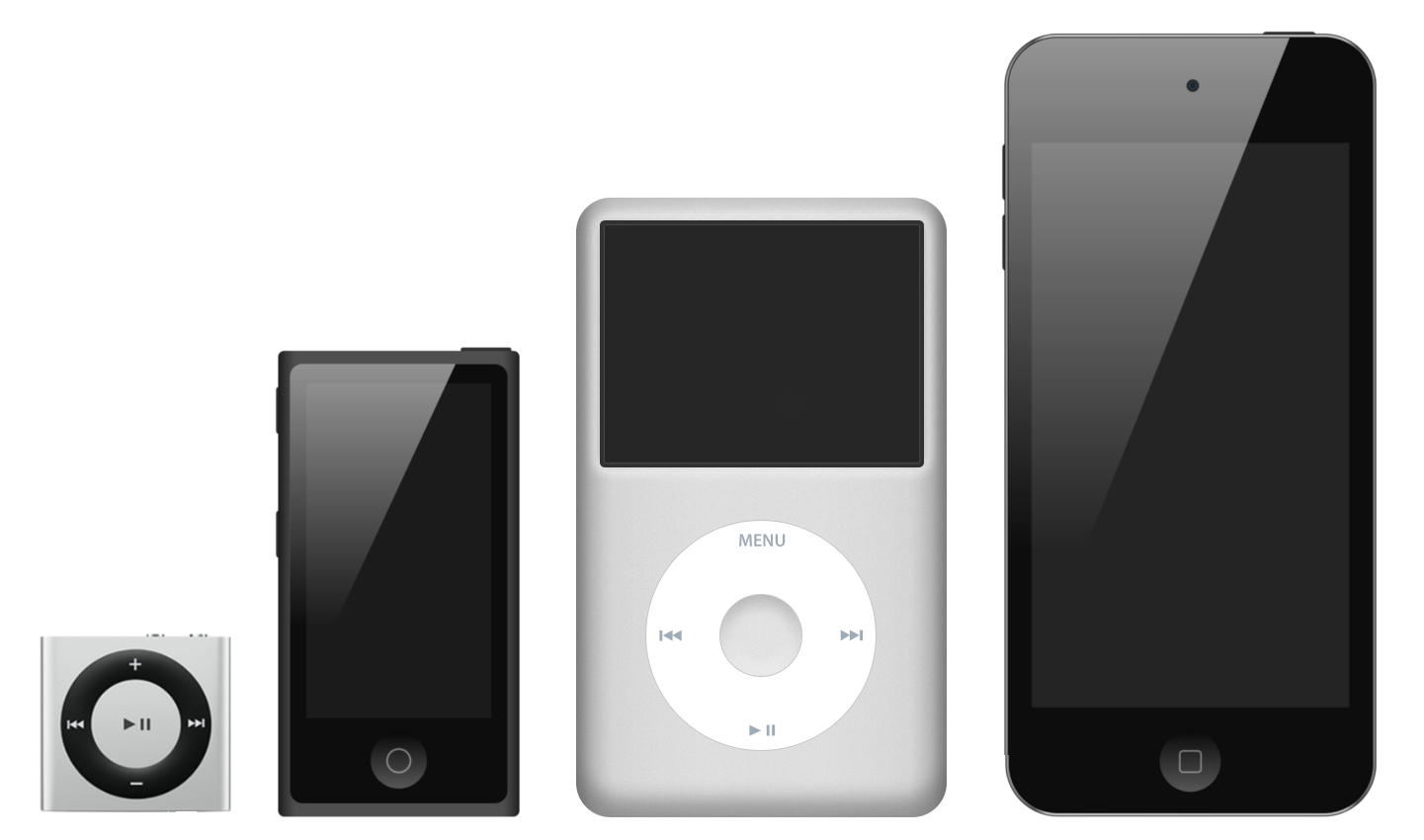
Produkty Apple Inc. kolejno od lewej do prawej: the shuffle 4G, nano 7G, classic 6G i touch 5G.

Produkty przedsiębiorstwa to m.in.: komputery Mac, iPod, iPhone, iPad, Apple Watch, AirPods, HomePod, a także słuchawki Beats Electronics. Oprogramowanie Apple obejmuje systemy operacyjne iOS, macOS oraz iPadOS, przeglądarkę multimediów iTunes, pakiet oprogramowania multimedialnego i kreatywności iLife, pakiet oprogramowania biurowego iWork, profesjonalny pakiet fotografii Aperture, pakiet profesjonalnych rozwiązań wideo Final Cut Studio oraz zestaw narzędzi audio Logic Studio. Dodatkowo firma Apple jest usługodawcą pakietu programów w ramach usług Apple Media – App Store, iTunes (w tym iTunes Store), aplikację Apple TV, Apple Books, a także Apple Podcasts. W ramach Apple Media w marcu 2019 pojawiły się także usługi oparte na modelu płatności subskrypcji – Apple TV+, Apple Arcade, a także Apple News+.
W marcu 2019 Apple zaprezentowało także własną kartę kredytową, która wydawana jest we współpracy z bankiem Goldman Sachs. Początkowo usługa Apple Card została wprowadzona 21 sierpnia 2019 wyłącznie dla klientów Apple w Stanach Zjednoczonych. Karta Apple Card wykonana jest ze stopu tytanu, a na jej powierzchni nie zostały naniesione informacje o numerze karty, daty ważności, a także kodu CVV. Korzystanie z karty polega na podłączeniu jej do aplikacji Apple Wallet, dodatkowo użytkownik musi posiadać telefon iPhone 6 (lub nowszy), wymogiem jest także system operacyjny iOS w wersji minimum 12.4. Usługa finansowa Apple oraz Goldman Sachs oferuje także usługę nagród codziennych związaną ze zwrotem pieniędzy od wartości zakupów – 1% za zakupy fizyczną kartą Apple Card, 2% za płatności Apple Card poprzez system płatności mobilnych Apple Pay, a także 3% zwrotu za zakup usług i urządzeń firmy Apple. Apple oferuje również swój serwer czasu.

## Krytyka

### Foxconn
W 2006 media informowały o naruszaniu prawa pracy przez jednego z głównych podwykonawców Apple’a, którym jest tajwańska firma Foxconn. 19 maja 2010 pojawiły się informacje, że w ciągu ostatnich sześciu miesięcy w fabryce Foxconn w Shenzhen w Chinach doszło do 9 prób samobójczych, z czego 7 skończyło się śmiercią. W lipcu 2009 Sun Danyong jeden z pracowników firmy Foxconn w Chinach, popełnił samobójstwo. Był on rzekomo odpowiedzialny za dostarczenie 16 prototypowych iPhone’ów do Apple’a. Gdy zorientował się, że jednego urządzenia mu brakuje, zgłosił ten fakt Foxconnowi. Pojawiły się przypuszczenia, że Sun Danyong znalazł się pod silną presją władz firmy Foxconn, które oskarżyły go o zatrzymanie urządzenia dla siebie, i dlatego ostatecznie odebrał sobie życie. Pracownicy fabryki w Shenzhen zmuszani są do pracy w nadgodzinach i otrzymują niewielkie wynagrodzenie. Apple oraz inne firmy, dla których produkuje Foxconn, takie jak Dell, HP, Nokia i Sony zadeklarowały, że przyjrzą się sprawie. W 2012 firma Apple przeprowadziła, za pośrednictwem organizacji Fair Labour Association, audyt w fabryce Foxconn w Shenzhen. Badanie polegało na audycie miejsca pracy, a także przeprowadzeniu anonimowej ankiety dotyczącej postrzegania przez pracowników swojego miejsca pracy. Fair Labour Association w swoim raporcie poinformowało o przeprowadzeniu ankiet wśród 35 500 losowo wybranych pracowników Foxconn. Raport wykazał, że pracownicy pracują średnio ponad 60 godzin tygodniowo, czyli o 20 godzin więcej niż tygodniowa norma według chińskich przepisów prawa. Firma nie wypłacała także wynagrodzeń z tytułu nadgodzin, a także utrudniano pracownikom dochodzenie do swoich praw.